# 艾比 (电视剧)
《艾比》（英語：Abby）是纳特·伯恩斯坦和米切尔·凯特琳主创的美国情景喜剧，2003年1月6日至3月4日在联合派拉蒙电视网共播出一期。节目围绕电视制作人阿比盖尔·“艾比”·沃克展开，她和前男友威尔·杰弗里斯在试播集分手，但同意继续当朋友，一起住在旧金山的租金管制公寓。
伯恩斯坦和凯特琳原计划将艾比和威尔塑造成跨种族情侣，并邀请白人演员肖恩·奥布赖恩出演威尔，但因测试观众反响不佳，奥布赖恩改演配角，威尔由卡丹·哈迪森诠释，剧中另外两位主要演员分别是兰迪··古德温和丹吉·安布罗斯。
评论员将本剧归类为性喜剧或浪漫喜剧。虽有联合派拉蒙电视网极力宣传，但节目收视惨淡，周平均观众人数仅170万，创下尼爾森NV收视率追踪节目新低。评论界对《艾比》普遍反响不佳，批评电视剧过分依赖性幽默，但波蒂埃的演出赢得赞誉。

## 构想和角色

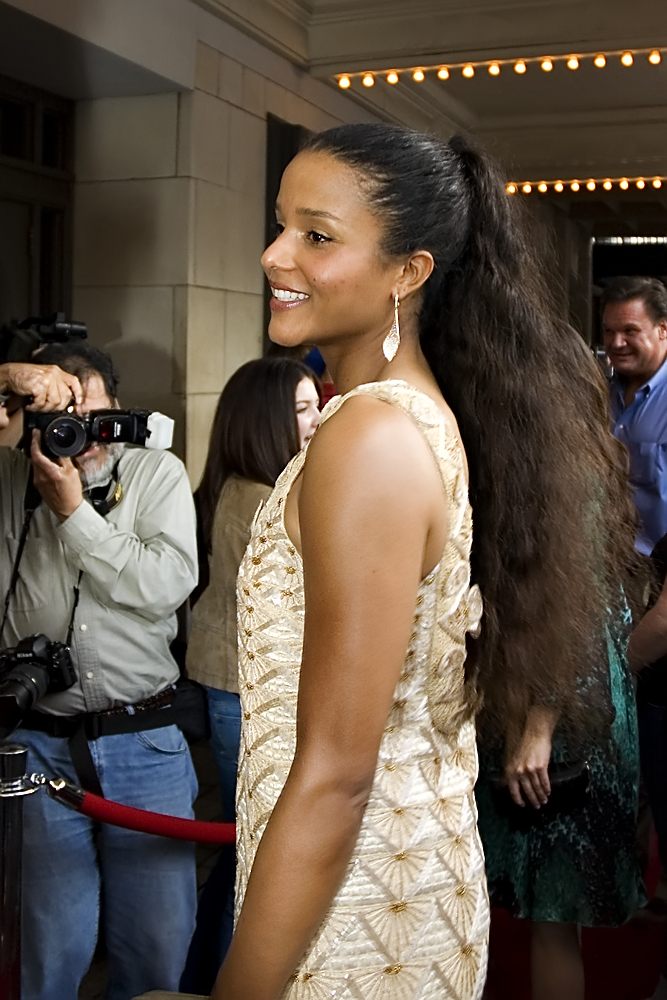
西德尼·塔米娅·波蒂埃在剧中扮演女主角艾比

阿比盖尔·“艾比”·沃克（Abigail "Abby" Walker，西德尼·塔米娅·波蒂埃饰）住在旧金山，是虚构电视体育节目《西岸体育报导》（West Coast Sports Report）栏目组为数不多的女职工。在线杂志的伯纳黛特·亚当斯·戴维斯（Bernadette Adams Davis）认为，艾比虽是节目制作人，但对任何体育运动都没有表现出特别大的兴趣。波蒂埃认为，艾比是“不会迎合他人看法和期望”的女人。节目剧情围绕艾比展开，她有时想象成为别人，有时又向《西岸体育报导》主持人、至交好友马克斯·埃利斯（Max Ellis，兰迪·J·古德温饰）诉说情感经历，而且忘情时往往说出一些不适合分享的细节。
艾比在试播集与男友威尔·杰弗里斯（Will Jeffries，卡丹·哈迪森饰）分手，但两人都不愿放弃租金管制公寓，决定就像柏拉图式室友一样继续同居。杂志刊登的评论认为，两人的关系既敌对又相互支持。威尔是职业摄影师，对艾比仍有感情，想要再续前缘。他为人自私，对艾比的职业生涯毫无兴趣。剧中体现他自私的情节包括：交往两周年纪念时，他自行购买昂贵的手表；向艾比求婚时，他声称世界上没有比他更完美的礼物。部分评论将《艾比》的构思和基调与情景喜剧《三人行》和《威尔与格蕾丝对比，罗伯·欧文（Rob Owen）认为本剧属性喜剧，但其他评论员大多感觉是浪漫喜剧.。
艾比的妹妹乔安妮·“乔”·沃克（Joanne "Jo" Walker，丹吉·安布罗斯饰）和麦克斯都支持艾比。乔鼓励姐姐忘记威尔开始新生活，麦克斯在剧中一直暗恋艾比。艾比的上司罗杰·汤姆金斯（Roger Tomkins，肖恩·奥布赖恩饰）是威尔的好友，为人非常沙文主义，经常和艾比发生冲突。罗杰和威尔时常光顾脱衣舞俱乐部“约炮仓库”，他建议威尔同艾比重归于好。《南佛罗里达太阳哨兵报》（South Florida Sun Sentinel）刊登汤姆·吉查（Tom Jicha）的文章，称罗杰是剧中装点门面的白人角色。查理·罗宾逊（Charlie Robinson）和米雪·菲利普斯（Michelle Phillips）分饰艾比的父母，是剧中常设角色。

## 制作

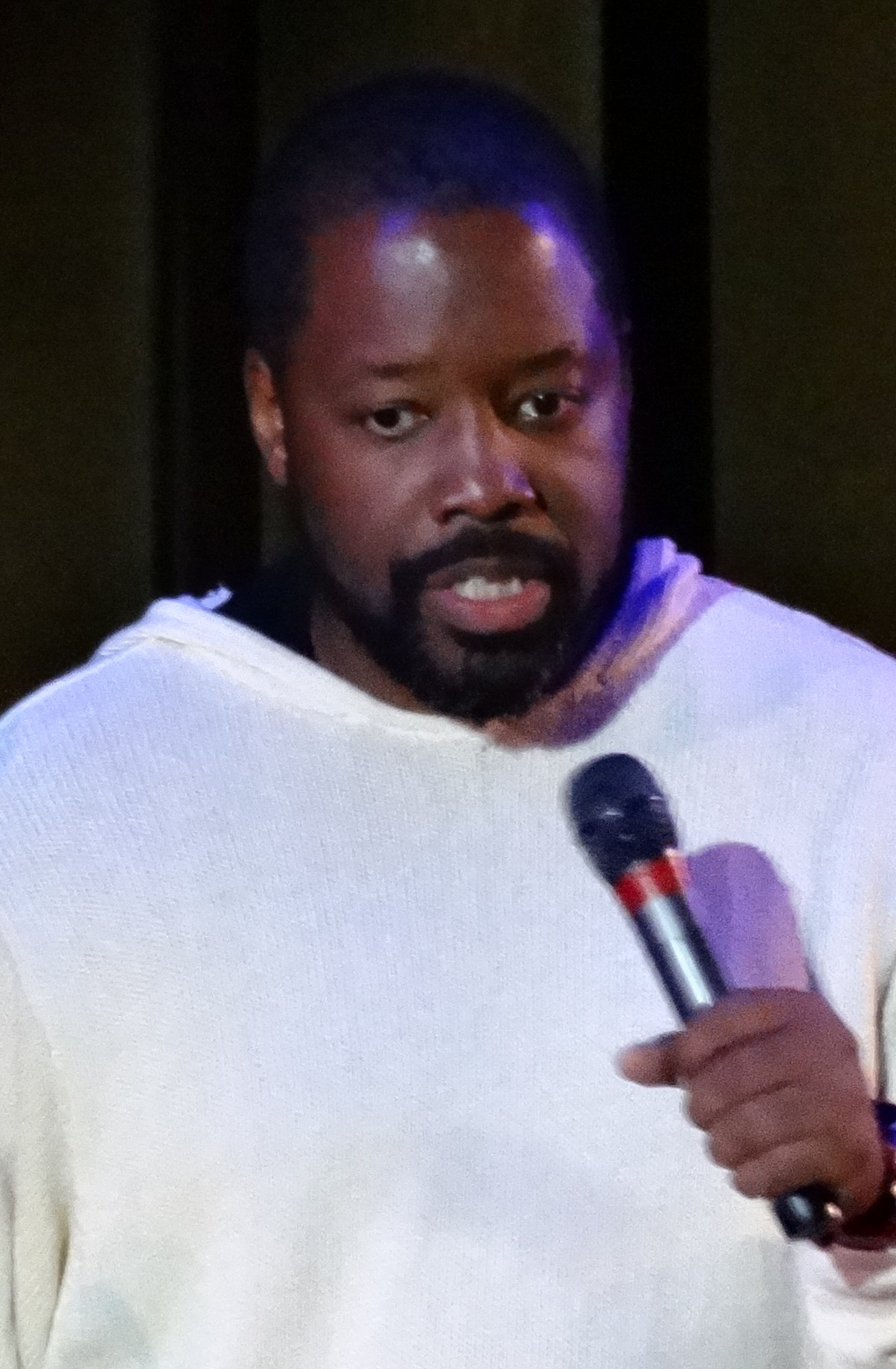
由于测试观众对试播集反响不佳，卡丹·哈迪森（图）取代肖恩·奥布赖恩扮演威尔·杰弗里斯

电视剧开发期间的暂定剧名叫《艾比·纽顿》（Abby Newton），執行製作人包括纳特·伯恩斯坦（Nat Bernstein）、雅克·埃德蒙兹（Jacque Edmonds）和米切尔·凯特琳（Michael Katlin），伯恩斯坦和凯特琳还是节目的编剧和字幕美工。《艾比》由哥伦比亚广播公司电视制作（CBS Productions）和凯特琳/伯恩斯坦制作（Katlin/Bernstein Productions）共同摄制，试播集由小伦纳德··加纳（Leonard R. Garner Jr.）导演，与其他分集一样是在洛杉矶取景。节目的配乐由里克·马洛塔（Rick Marotta）作曲。
2002年，联合派拉蒙电视网宣布西德尼·塔米娅·波蒂埃（Sydney Tamiia Poitier）和肖恩·奥布赖恩（Sean O'Bryan）将在剧中出演主角。这是波蒂埃首次主演电视剧，也是首度参演情景喜剧。她称赞节目构想是“充满幽默的沃土”，对演员的多元组成也很满意。根据制作人的初步设想，威尔本是白人。对此凯特琳称：“我们本希望节目中有跨种族恋情，但没打算以此作为核心内容”。但因试播集的测试观众反响不佳，制作人安排卡丹·哈迪森（Kadeem Hardison）取代奥布赖恩饰演威尔。测试观众批评试播集没有明确解决两位主角的跨种族恋情问题，多次质问“为什么不把问题解决？”
主演变更后，波蒂埃认为本剧仍然会通过威尔和艾比的交往体现“多元文化主义精神”。在她看来，美国电视剧极少出现跨种族情侣，《艾比》便是少有的例外。格雷格·布拉克斯顿（Greg Braxton）在《巴尔的摩太阳报》发文评述联合派拉蒙电视网2002至2003年电视季，称《艾比》是该台在节目中增加白人演员的例证；布拉克顿指出，该剧的重点就是混血女人和白人交往。电视高管莱斯利·莫维斯（Leslie Moonves）表示，联合派拉蒙电视网只是想要吸引更多的观众。

## 分集
| 集數 | 標題                     | 導演                     | 編劇                                 | 首播日期      | 美国收視人數 （百萬） |
| --- | ------------------------ | ------------------------ | ------------------------------------ | ------------- | --------------------- |
| 1 | 分手                     | 小伦纳德··加纳           | 纳特·伯恩斯坦和米切尔·凯特琳         | 2003年1月6日  | 2.6                   |
| 艾比和威尔分手后都不愿搬出位于旧金山的租金管制公寓，决定继续同居。罗杰敦促两人和好，乔鼓励艾比抛下过往向前看。                 |                          |                          |                                      |               |                       |
| 2 | 向前看                   | 玛丽·卢·贝利（Mary Lou Belli）         | 纳特·伯恩斯坦和米切尔·凯特琳         | 2003年1月7日  | 1.6                   |
| 罗杰送艾比演唱会门票，艾比到场后发现威尔也在，于是明白罗杰的用心。                                                             |                          |                          |                                      |               |                       |
| 3 | 艾比的初次约会           | 小伦纳德··加纳           | 雅克·埃德蒙兹                        | 2003年1月14日 | —                     |
| 艾比与某男子的初次约会非常无趣，艾比觉得他十分无聊，但又对他压根没联系要求第二次约会纠结不已。                                 |                          |                          |                                      |               |                       |
| 4 | 泰德、卡罗尔、威尔和艾比 | 马克·森卓斯基            | 埃里克·艾布拉姆斯（Eric Abrams）和马修·贝里（Matthew Berry） | 2003年1月21日 | 1.02                  |
| 泰德和卡罗尔本是艾比的好友，但看起来两人似乎更愿意与威尔保持友好关系，艾比对此非常担心。                                       |                          |                          |                                      |               |                       |
| 5 | 艾比重返最佳状态         | 陳發中                   | 雅克·埃德蒙兹                        | 2003年2月4日  | —                     |
| 艾比看中健身房遇到的男子。 |                          |                          |                                      |               |                       |
| 6 | 妈妈和爸爸               | 莱斯利·科林斯-斯莫尔（Leslie Kolins-Samll） | 纳特·伯恩斯坦和米切尔·凯特琳         | 2003年2月11日 | —                     |
| 艾比的妈妈以往对威尔印象很不好，但艾比还是邀请威尔参与父母结婚30周年的聚会。                                                   |                          |                          |                                      |               |                       |
| 7 | 放开自我                 | 安德鲁·曹（Andrew Tsao）            | Bob Myer                             | 2003年2月18日 | —                     |
| 过气体育明星罗杰在晚间体育报导节目任职，电视台决定解雇他，但艾比开不了口。威尔的朋友以为他和艾比已经订婚，为他举办单身汉聚会。 |                          |                          |                                      |               |                       |
| 8 | 裸女                     | 安德鲁·曹                | 洛里·拉金（Lori Lakin）                        | 2003年2月25日 | —                     |
| 威尔在画廊举办展览，展出作品中有艾比的裸照。                                                                                   |                          |                          |                                      |               |                       |
| 9 | 亲吻前任                 | 安德鲁·曹                | 洛里·拉金                            | 2003年3月4日  | —                     |
| 威尔请艾比提供建议，如何经营他和情侣卡桑德拉的恋情。                                                                           |                          |                          |                                      |               |                       |
| 10 | 艾比沉溺，麦克斯跟进     | —                        | —                                    | 未播出        | —                     |

## 播映
《艾比》从2003年1月开始在联合派拉蒙电视网播出，起初定档北美东部时区每周一晚九点半，是超自然题材电视剧《闹鬼》（Haunted）停播后的季中换血节目。电视台后来将本剧改在周二晚九点档，紧接超自然题材电视剧《吸血鬼猎人巴菲》和情景喜剧《女朋友》（Girlfriends），此前周二晚九点档已经持续两年播出大众题材节目。《艾比》的播出时段收视竞争非常激烈，对手包括《歡樂一家親》、《24》、《法外情真》（The Guardian）和《超人前传》。
联合派拉蒙电视网以积极的推广战略宣传本剧，主要目标是非裔美国人观众。《德瑟雷特新闻报》（Deseret News）的斯科特·皮尔斯（Scott D. Pierce）发文称，电视台是“把希望寄托在新情景喜剧”和剧情电视剧《白金》（Platinum）上。联合派拉蒙电视网将星期二晚间节目称为“喜剧之夜”和“女孩之夜”，但波蒂埃觉得这样把情景喜剧和剧情节目搭配播出，观众反应难以预料。她还称，电视台希望《艾比》能吸引经常观看周一晚间喜剧的观众。
虽然电视台抱以热望，但《艾比》收视惨淡，成绩在尼爾森NV追踪的146个节目中垫底，平均每周仅170万观众收看。节目仅播出九集便取消，最后一集于2003年5月4日播出。2003年7至8月，节目又在美国东部时间周二晚八点半重播。《艾比》的总播出时长为270分钟。

## 专业评价
评论界对《艾比》反响不佳，特别是其中的性幽默。罗伯特·比安科（Robert Bianco）在《今日美國》发文称节目“令人愉快但不好笑”，批评剧中的幽默再次证明电视台过分依赖性喜剧。《综艺》刊登米切尔·斯皮尔（Michael Speier）的评论，谴责电视剧的“约炮幽默”，“火热性爱、杂乱性爱和肮脏性爱”镜头充斥。戴维斯认为节目的幽默构想源头就不怎么好笑，怀疑老是聚焦艾比和威尔时断时续的恋情根本不会有理想效果。《人物》周刊的总结认为《艾比》实在是愚蠢的节目。
《芝加哥論壇報》的艾伦·约翰逊（Allan Johnson）批评波蒂埃的演出，认为节目的构想让观众很不舒服，她还没有独自撑起节目的能力，但也有部分评论称赞她的表演。斯皮尔认可波蒂埃的形体喜剧演出，称赞她在面对男角色时的微妙动作和恰当语调。戴维斯赞扬剧中艾比的职业经历，相比之下，《女朋友》、《帕克母女》（The Parkers）和《单身生活》（Living Single）就经常在情节背景中贬谪女人的职业。戴维斯希望《艾比》在女主角身上花费更多笔墨，特别是描绘她“单身而富事业心”的一面。《新闻日报》（Newsday）的黛安·韦茨（Diane Werts）批评电视剧的整体构想，但觉得节目拍出来的实际效果倒还“似模像样”。